# Enough Cryin
Enough Cryin è un brano R&B della cantante statunitense Mary J. Blige, prodotto da Rodney "Darkchild" Jerkins e scritto dalla cantante insieme a Sean Garrett e Shawn Carter. Il brano è stato pubblicato nel giugno del 2006 come terzo singolo estratto dall'album The Breakthrough, ed oltre ad essere entrato nella top40 della Billboard Hot 100, è arrivato alla posizione numero 2 della Hot R&B/Hip-Hop Songs. Nei crediti della canzone appare il featuring di Brook-Lyn, che altri non è che l'alter ego in versione MC della cantante.

## Composizione e testo
La canzone è composta seguendo un beat molto forte e incalzante, fatto di campionamenti di sospiri che si ripetono di continuo. In origine il pezzo avrebbe dovuto ospitare la rapper Foxy Brown, la quale ha registrato la sua parte per il brano, ma secondo indiscrezioni avrebbe perso l'udito durante la sessione. Blige ha rivelato al programma della BET 106 & Park che la strofa di Brown era stata scritta da Jay-Z e che la rapper non era giusta per la traccia (confermando in questo modo le voci che da anni speculavano sul fatto che la Brown non scrivesse i testi delle proprie canzoni, ovvero un'onta per qualsiasi rapper). Così è sorta l'idea che la cantante potesse reincidere il pezzo rap da sola, e in questo modo è nato l'alter ego sporco e cattivo di Mary, Brook-Lyn, che permette all'artista di poter rappare a briglia sciolta senza preoccuparsi dell'effetto che quello che dice può avere sulla persona di Mary. La cantante stessa ha spiegato. "Ho dovuto separare queste due perché Mary è gentile e intelligente, Brook è pazza e ignorante e se ne frega." La cantante si era esibita nella pratica del rap già fin dal suo primo album, ma è la prima volta che usa il suo alter ego, che compare anche nel remix della canzone di Busta Rhymes Touch It. La canzone è stata ispirata dalla turbolenta relazione durata molti anni con K-Ci Haley, cantante dei Jodeci, e in particolare da un episodio particolarmente imbarazzante: Mary si trovava in Europa, e durante uno show aveva dichiarato di trovarsi in procinto di sposarsi; solo una settimana prima però, in America, K-Ci aveva dichiarato il contrario, che si trattava solo di un pettegolezzo.
“È stato un disastro che mi ha imbarazzato moltissimo” ha spiegato la cantante, che ha detto di voler condividere quell'orribile momento con i suoi fan, tramite questa canzone. Il messaggio è quello di andare avanti e fare il proprio lavoro. Il testo inizia con la cantante che illustra la situazione di sottomissione in cui si trovava, con il suo fidanzato che la teneva in pugno e oltrepassava continuamente il limite, approfittando della pazienza della cantante. Nel ritornello l'artista canta di come ha deciso finalmente di porre fino a questi giochi, perché è giunto il momento di smettere di piangere (come suggerisce il titolo della canzone, che significa proprio "Basta piangere") e quello di salutare e pensare a se stessi. La cantante decide di riprendersi la propria vita, e di tornare a focalizzarsi su amici e famiglia, che prima aveva trascurati per seguire uno stupido, pensando di poter essere l'unica per lui.

## Video
Il videoclip del singolo è stato girato a Long Beach, California, e diretto dal mago dei video hip-hop, Hype Williams. Si tratta di un video glamour, che mostra la cantante come protagonista di una serie di servizi fotografici di moda. Originariamente il video prevedeva anche la partecipazione di 50 Cent, amico della star, nel ruolo di CJ, un ipotetico fidanzato della cantante modellato sull'ex K-Ci Haley. Il video, che presenta i bordi in cinemascope bianchi come in gran parte della produzione del regista degli anni 2000, segue la cantante nei preparativi e nelle riprese sei vari servizi di moda. Nel primo servizio che viene mostrato la cantante, vestita di pelliccia leopardata, esegue il pezzo appoggiata a un pianoforte, con molti primissimi piani che evidenziano un trucco acceso e occhiali da sole. La scena del primo ritornello vede invece la cantante avanzare di fronte all'obiettivo con un vestito rosso che fluttua in aria, e con capelli biondi mossi trattenuti da una fascia. Successivamente viene mostrato anche un momento di pausa dal set, in cui la cantante, in accappatoio di fronte allo specchio nel suo camerino, si toglie un anello e lo appoggia sconsolata sul tavolo. Segue una scena in cui l'artista indossa un peplo viola e orecchini d'oro, con capelli raccolti in uno chignon. Nelle sequenze successive la cantante ha invece le treccine, sciolte quando indossa un tailleur grigio e un basco, raccolte quando ha una maglietta bianca scollata. Quando interpreta Brook, la cantante adotta un look molto più di strada: capelli ricci, occhiali da sole, top leopardato o blu, jeans a vita bassa, cappello dorato o bandana. Nella sequenza rap Blige appare nel video simultaneamente sia nei panni di Mary (vestita di bianco, più raffinata) che in quelli di Brook (più hip-hop e grezza). Nell'ultima scena del video la cantante appare tra due pareti blu, stretta in un abito nero di pelle con una lunga coda che fluttua nell'aria. Per tutto il video si vedono elementi tipici delle sessioni fotografiche di moda e la cantante appare in più di dieci look diversi. Blige aveva già attraversato la strada del video glamour in passato, ma con molti meno cambi d'abito.

## Ricezione
Barry Walters del Rolling Stone ha definito il brano "elegante e crudo", paragonandolo a un classico dei Run-DMC.
Il singolo non ha saputo ripetere né il successo di Be Without You, né quello di One. In USA è arrivato alla posizione numero 32 nella Hot 100, mentre nella classifica R&B ha ottenuto un risultato decisamente migliore arrivando fino al numero 2 e spendendovi più di 40 settimane, riuscendo ad essere classificato al numero 10 delle 100 canzoni R&B di maggior successo del 2006. Al di fuori degli Stati Uniti la canzone non ha avuto nessun tipi di risonanza, a causa della scarsa promozione e della riluttanza delle radio a programmarla, nonostante il successo mondiale dei due singoli precedenti. Nel Regno Unito il singolo si è fermato al numero 46, senza dunque riuscire ad entrare in top40.

## Classifiche
| Classifica (2006)                    | Posizione |
| ------------------------------------ | --------- |
| Germania                             | 88        |
| Irlanda                              | 35        |
| Regno Unito                          | 46        |
| U.S. Billboard Hot 100               | 32        |
| U.S. Billboard Hot R&B/Hip-Hop Songs | 2         |
| U.S. Billboard Hot Adult R&B Airplay | 6         |

## Tracce
- CD 1

1. "Enough Cryin" (UK radio edit)
2. "Be Without You" (live from AOL Music Sessions)

- CD 2

1. "Enough Cryin" (album version)
2. "Out My Head"
3. "Be Without You" (Moto Blanco Vocal Edit)
4. "Enough Cryin" (instrumental)
5. "Enough Cryin" (video)

- 12" Promo

1. "Enough Cryin" (US radio edit)
2. "Enough Cryin" (Instrumental)
3. "Enough Cryin" (A Capella)